# Hartmann I. (Abt)

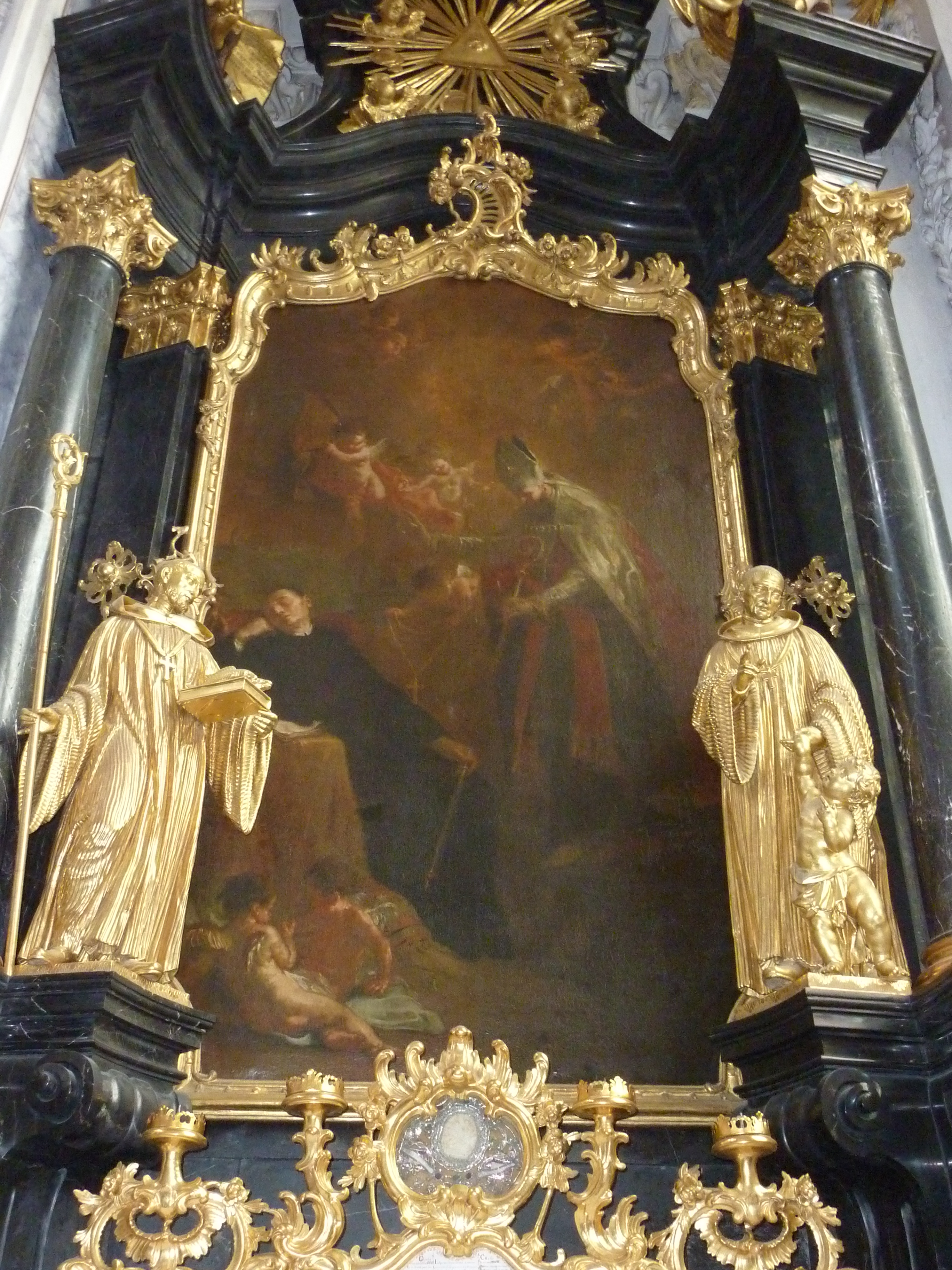
Darstellung des Abtes Hartmann mit Altmann von Passau, Gemälde von Martin Johann Schmidt (1773) in der Stiftskirche Göttweig

Hartmann I., auch Hartmannus (* 11. Jahrhundert; † 2. Januar 1114), war von 1094 bis 1114 der erste Abt des Stifts Göttweig.
Unter Abt Uto von Kyburg wurde mit Urkunde vom 11. September 1094 der erste grundlegende Neubau des Klosters St. Blasien begonnen. Zum gleichen Zeitpunkt entsandte er auf Weisung von Papst Urban II. und Bischof Ulrich I. von Passau den Prior Hartmann nach Göttweig, um das dortige Chorherrenstift in ein Benediktinerkloster umzuwandeln.
Vor seinem Eintritt in das Kloster St. Blasien war er um 1074 Propst des Chorherrenstifts St. Nikola in Passau. Danach wurde er Hofkaplan bei König Rudolf von Rheinfelden und nach der Reform Göttweigs um 1094 bis 1096 Abt von St. Ulrich und Afra in Augsburg, dann 1103 bis 1106/09 in Stift St. Lambrecht und im Stift Kempten um 1109 bis 1114. Er war auch an den Reformen in Stift Garsten und Kloster Formbach beteiligt.